# Dali (kungarike)

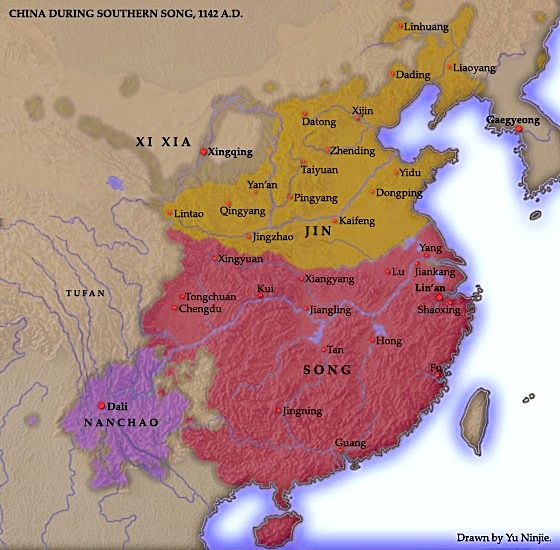
Dali i lila, år 1142

Dali (大理) var ett baiskt kungarike mellan 937 och 1253. Det hade sitt centrum i vad som efter 1274 är provinsen Yunnan, Kina. Kungariket var en efterföljare till Nanzhaoriket som störtades 902. Det kom självt att bli erövrat av mongolerna 1253. Dess huvudstad var Dali.